# Sky Commanders
Sky Commanders é uma série de desenho animado, produzida pela Hanna-Barbera. Estreou em 5 de julho de 1987 e teve apenas uma temporada, com 13 episódios. Foi exibido no Brasil em 1989 pelo programa Xou da Xuxa da Rede Globo.
Não foi uma série de muito sucesso no Brasil, nem mesmo nos EUA, seu país de origem.

## História
Conta a história de um grupo de heróis de várias raças e países, todos especialistas em alpinismo, que defendem o mundo de vilões que querem dominar a Terra.

## Lista de episódios
nomes originais (em inglês)
1. Assault on Raider Stronghold
2. Back In the Fold
3. Marooned
4. Fresh Recruit
5. One On One
6. Divide and Conquer
7. Rescuers Need Rescuing
8. Terminal Temblor
9. S.O.S.
10. Turncoat
11. Deep Freeze
12. Firestorm
13. The Agony of Defeat

## Dubladores

### Nos Estados Unidos
- Charlie Adler - Kreeg
- Richard Doyle - 'Books' Baxter
- Bernard Erhard - General Lucas Plague
- Paul Eiding - Raider Rath
- Dick Gautier - Mordax
- Dorian Harewood - Jim Stryker
- Darryl Hickman - R. J. Scott
- Soon-Tek Oh - Kodiak
- Robert Ridgely - Mike Summit
- Tristan Rogers - 'Spider' Reilly
- Lauren Tewes - Red McCullough
- B.J. Ward - Dr. Erica Slade
- William Windom - 'Cutter' Kling

### No Brasil
???

## Brinquedos
A Kenner Toys lançou uma linha de action figure dos Sky Commanders que fez um relativo sucesso nos EUA, mesmo com um desempenho pífio do desenho.